# ماريون بارون
ماريون بارون (بالإنجليزية: Marion Barron)‏ هي ممثلة بريطانية، ولدت في 28 مارس 1958 في نيجيريا.

## وصلات خارجية
- ماريون بارون على موقع IMDb (الإنجليزية)
- ماريون بارون على موقع قاعدة بيانات الفيلم (الإنجليزية)